# Equizio (abate)
Equizio (tra il 480 e il 490 – 570 o 571) è stato un abate e santo romano, considerato — insieme a Benedetto da Norcia — il massimo diffusore del monachesimo in Italia e in Occidente. È venerato come santo dalla Chiesa cattolica.
È compatrono dell'Aquila con Massimo d'Aveia, Pietro Celestino e Bernardino da Siena.

## Biografia
Le notizie sulla sua vita sono assai scarne. Equizio nacque tra il 480 e il 490 nell'area amiternina della provincia Valeria, trascorrendo la sua vita probabilmente presso Pizzoli, a poca distanza da Amiternum e dall'odierna L'Aquila.

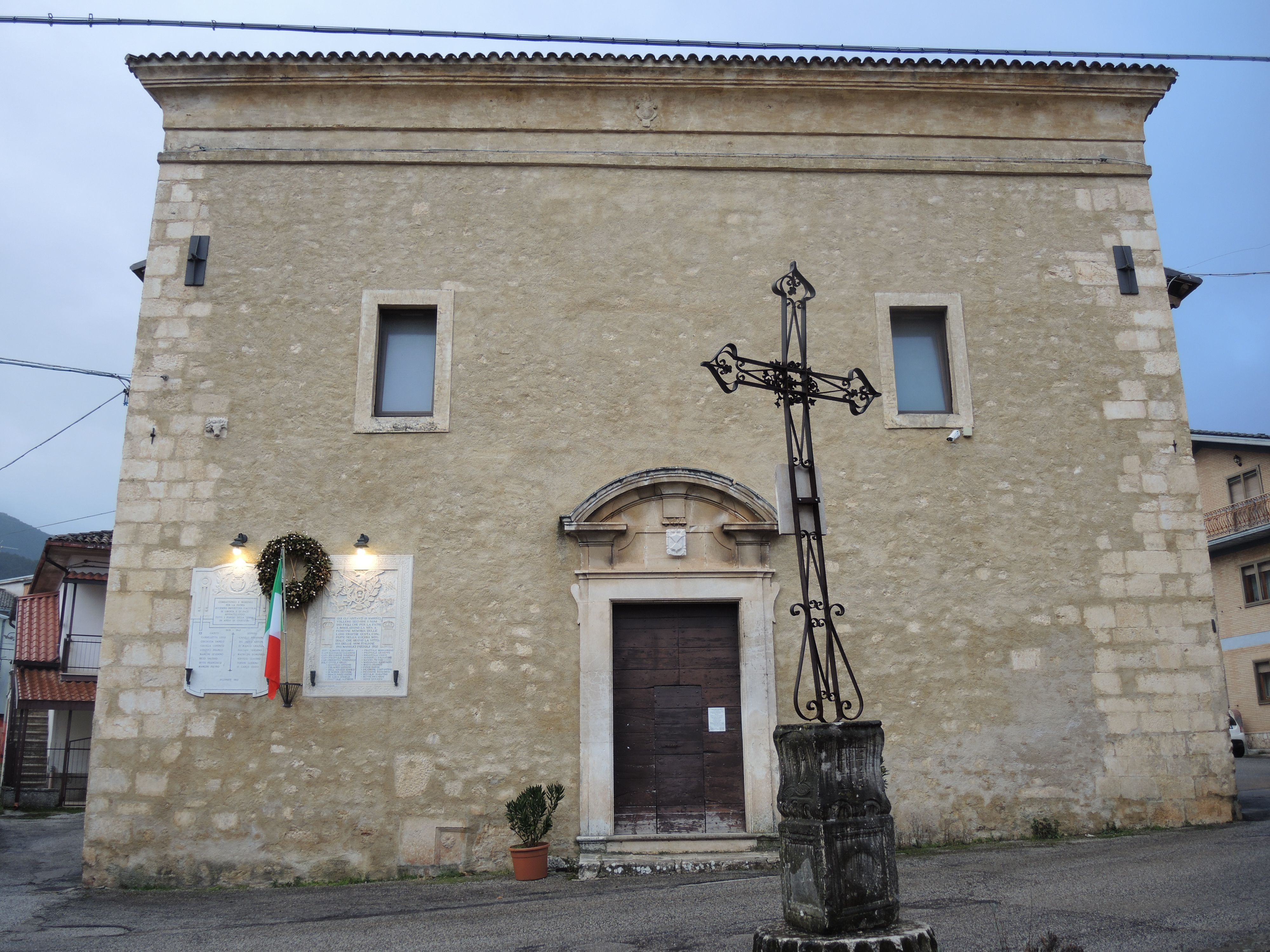
Chiesa badiale di san Lorenzo e Sant'Equizio a Marruci di Pizzoli (Aq), primitivo luogo di sepoltura di Sant'Equizio

Fu particolarmente attivo nella diffusione del monachesimo, di cui è considerato il precursore e uno dei massimi esponenti, insieme a Benedetto da Norcia di cui fu ispiratore; fondò e diresse numerosi monasteri tra la Sabina e la Valle dell'Aterno. Nel borgo di Marruci, presso Pizzoli, istituì il monastero di San Lorenzo dove Equizio disponeva di scriptorium e relativi copisti. Della sua attività scrisse papa Gregorio I, che fu un fervente equiziano, nel 593 nei suoi Dialoghi (I, 4), dove si ricorda che «la predicazione di Equizio fece notizia anche a Roma» e gli procurò — intorno al 535, sotto il pontificato di papa Agapito I — la persecuzione dagli organi ufficiali della Chiesa.
Morì alla metà del VI secolo, probabilmente nel 570 o 571, venendo sepolto «presso l'oratorio di San Lorenzo» in Marruci di Pizzoli, come ricorda lo stesso Gregorio I. Oggi le spoglie del santo sono collocate nella seconda cappella a destra della chiesa di Santa Margherita all'Aquila.

## Culto
Equizio fu sepolto nella cripta del suo monastero di San Lorenzo presso Marruci, a Pizzoli, ma l'edificio fu saccheggiato e distrutto dai longobardi poco dopo la sua morte. La tomba del santo rimase oggetto di venerazione e meta di pellegrinaggi per diversi anni, in cui l'ordine equiziano diede alla Chiesa romana due pontefici e numerosi tra vescovi e cardinali. L'ordine venne poi assorbito da quello benedettino ed Equizio venne presto dimenticato.
In seguito al terremoto dell'Aquila del 1461, in San Lorenzo, tornò alla luce la cripta con il corpo di Equizio; come nel caso di Massimo d'Aveia, L'Aquila reclamò le spoglie del santo e, vinta la resistenza della comunità pizzolana, le trasferì nella chiesa di San Lorenzo. In quel periodo la venerazione per il santo fu così viva e grande che Equizio fu nominato dapprima patrono del quarto di San Pietro e, successivamente, compatrono dell'intera città. Il santo venne quindi rappresentato nel gonfalone ufficiale del 1462 insieme ai restanti compatroni Massimo d'Aveia, Pietro Celestino e Bernardino da Siena. San Lorenzo intus subì poi gravi danni dal sisma del 1703 cosicché, nel 1785, le reliquie furono trasferite nella chiesa di Santa Margherita gestita dai Gesuiti dove, l'anno, seguente, in suo onore, fu realizzato il mausoleo marmoreo.
La festa liturgica di sant'Equizio si celebra l'11 agosto.
Dal Martirologio Romano: «Nel territorio dell'odierna Umbria, sant'Equizio, abate, che, come scrive il papa san Gregorio Magno, per la sua santità fu padre di molti monasteri e, ovunque giungesse, schiudeva la fonte delle Sacre Scritture». 